# Kościół św. Piotra w Neuburgu an der Donau

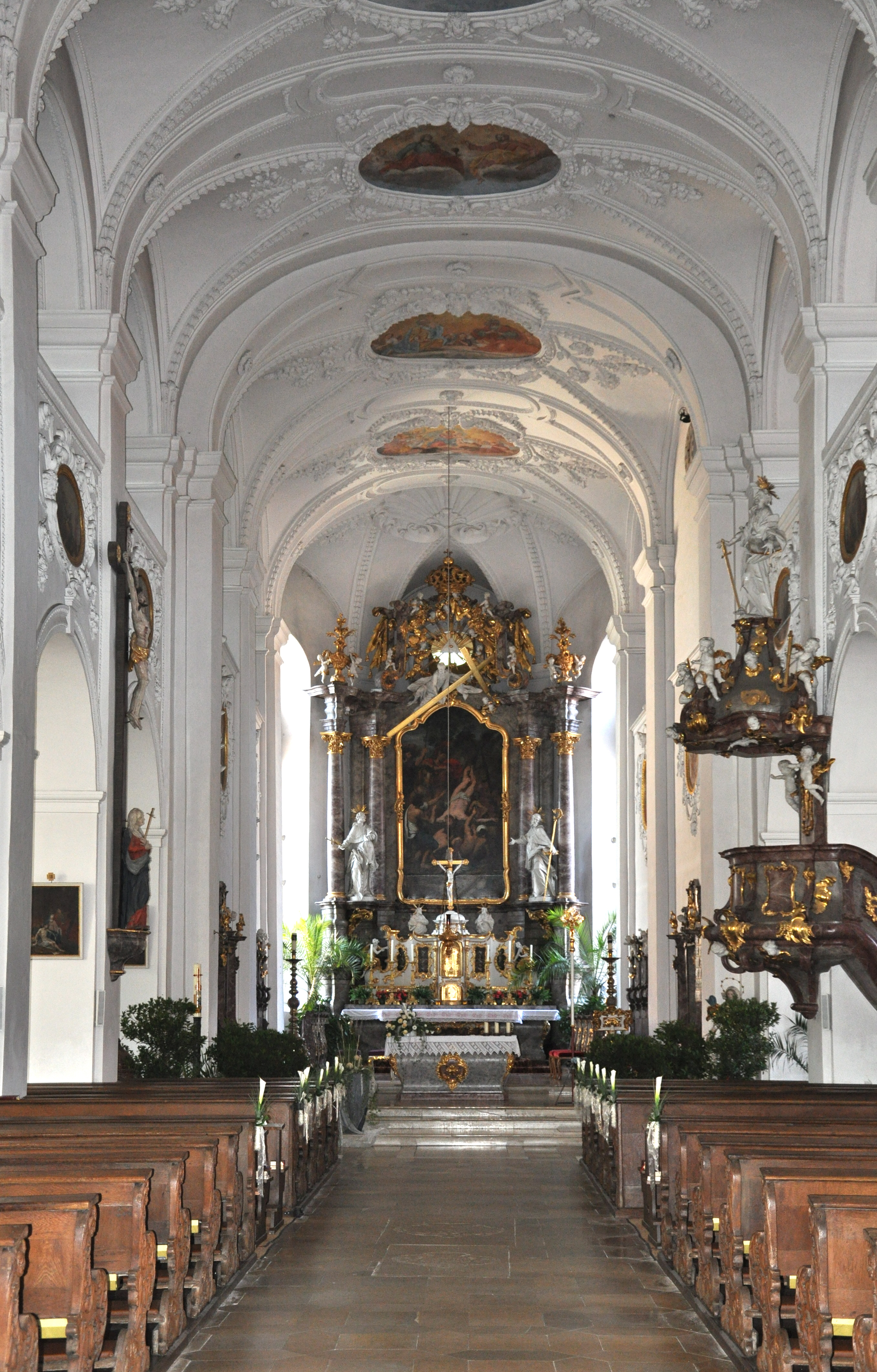
Nawa główna

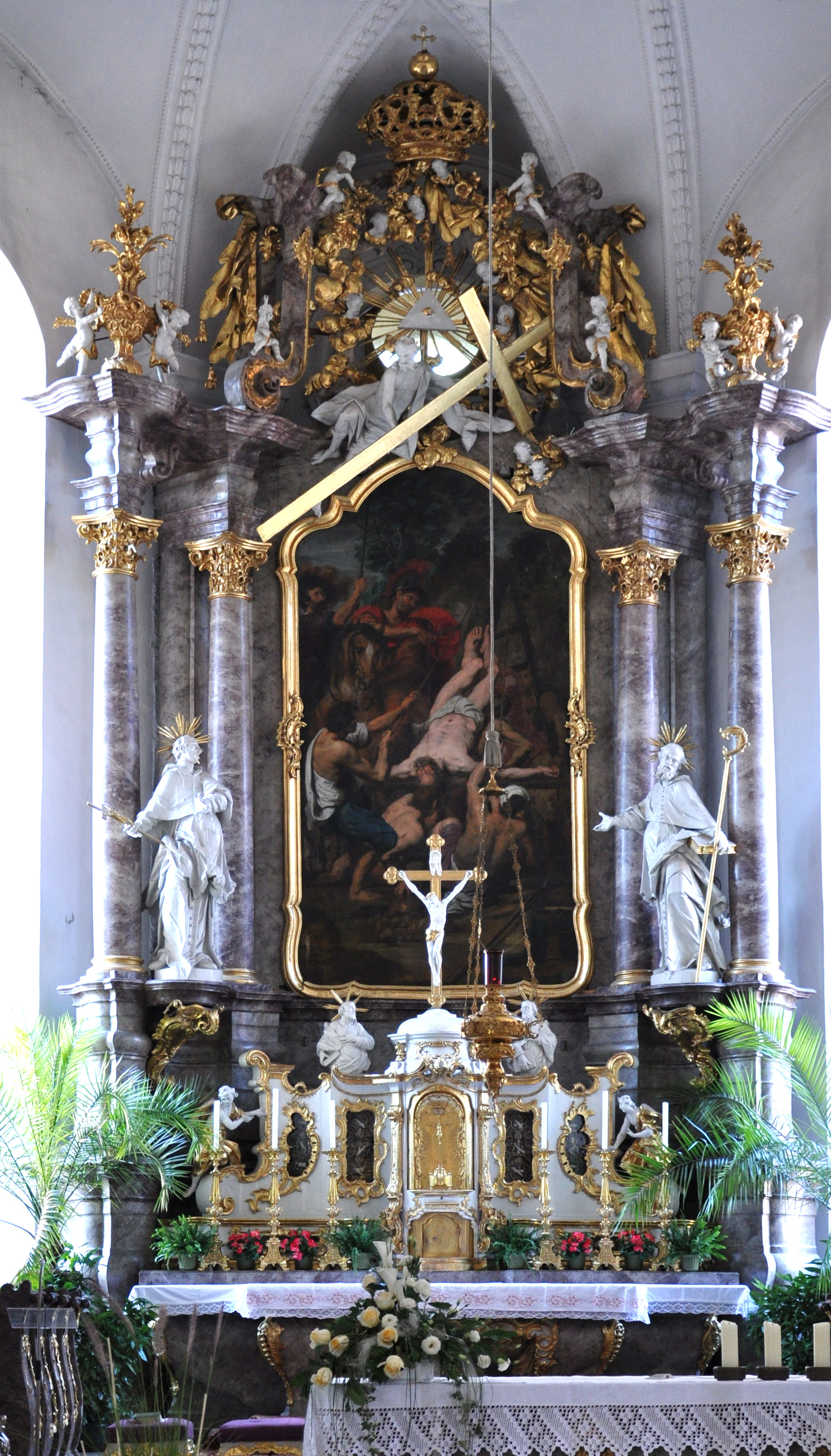
Ołtarz główny

Kościół parafialny św. Piotra – katolicki kościół parafialny w Neuburgu an der Donau w dekanacie Neuburg-Schrobenhausen w diecezji augsburskiej w Niemczech. Najstarszy kościół parafialny w tym mieście.

## Historia
Pierwszy kościół w tym miejscu powstał zapewne jeszcze ok. połowy VIII w., prawdopodobnie w okresie aktywnej działalności św. Bonifacego. Po raz pierwszy wspomniano o nim w tzw. urbarzu z Pappenheim (niem. Pappenheimer Urbar) z 1214/1219 r. Od 1317 do 1542 r., kiedy miasto przyjęło reformację, prawo patronatu nad parafią przysługiwało opactwu w Seligenthal niedaleko Landshut. Zgodnie z zasadą „Cuius regio, eius religio”, na mocy suwerennej uchwały z 1542 roku świątynia stała się ewangelickim kościołem parafialnym w Neuburgu, a od 1617 r. ponownie katolickim kościołem parafialnym.
Od końca XVI wieku obserwowano coraz mocniejsze przechylanie się kościelnej wieży. W końcu w 1605 r. zlecono architektowi miejskiemu z Augsburga, Eliasowi Hollowi, sporządzenie raportu budowlanego. Wynikało z niego, że wieża grozi zawaleniem i należy ją niezwłocznie rozebrać. Ani władze kościelne ani Rada Miejska nie zastosowały się do tej rady i jeszcze za życia Holla, 21 maja 1641 r. wieża zawaliła się podczas prac remontowych. Spowodowało to tak znaczne zniszczenia nawy, że konieczna stała się właściwie budowa nowej świątyni.
Odbudowę rozpoczęto 10 lipca 1641 r. pod kierunkiem miejscowego mistrza budowlanego, pochodzącego z Gryzonii Johanna Serro. Nową świątynię konsekrowano 11 listopada 1646 r. Obecny kształt prezbiterium nadano dopiero w 1671 r., sytuując je pod wspólnym dachem z podwyższoną w tym samym czasie nawą.
9 października 1680 r., podczas kazania Marcusa von Aviano, figura Maryi Panny, umieszczona w głównym ołtarzu kościoła, podobno poruszyła oczami. Cud ten miał się powtórzyć kilkakrotnie, w tym podczas modlitwy po kazaniu. Wkrótce do cudownej figury Marii Panny (niem. Maria vom Gnadenaug) rozwinął się ożywiony ruch pielgrzymkowy.
W 1681 r. książę Neuburga Filip Wilhelm Wittelsbach, późniejszy elektor Palatynatu (1685–1690), ufundował przy kościele kapitułę, a kościół otrzymał godność kolegiaty. Część kanoników kapitulnych została pochowana w krypcie kolegiaty. Pielgrzymka i czczenie cudownej figury ustały w epoce Oświecenia. Kapituła, składającą się z dziekana i sześciu kanoników, została skasowana w 1803 r. w wyniku sekularyzacji. Kolegiata stała się miejskim kościołem parafialnym. Cudowna figura Marii Panny trafiła do neuburskiego klasztoru „angielskich panien” na Luisenhöhe.
Główne remonty prowadzono po uszkodzeniu dachu 31 stycznia 1703 r. w trakcie wojny o sukcesję hiszpańską, w 1772 r. (nowe przykrycie hełmu wieży) i w latach 1853/54 r. (konserwacja wnętrza). W 1765 r. kościół został ponownie konsekrowany - prawdopodobnie z powodu remontu, obejmującego przebudowę ołtarza głównego.
Ostatni gruntowny remont kościół przeszedł w latach 1983-1988.

## Architektura
Pierwszy kościół, niewątpliwie romański, ustąpił z czasem nowej budowli, wzniesionej w stylu gotyckim. Do naszych czasów nie zachował ani jeden element wyposażenia kościoła z tamtej epoki. Jedyna kamienna baza kolumny, znajdująca się dziś w muzeum w miejscowym zamku, została przypisana do poprzedniego budynku dzisiejszego kościoła św. Piotra. Ryciny M. Meriana z I połowy XVII w. są jedyną wskazówką, jak wyglądał gotycki kościół.
Trójnawowa bazylika, z kwadratową w rzucie wieżą wtopioną w narożnik budowli, utrzymana jest w stylu wczesnego baroku. Gościom, wchodzącym przez podwójną bramę, ukazuje się harmonijne, lekkie, trójnawowe wnętrze utrzymane w białej barwie. W nawie głównej sklepienie kolebkowe z lunetami, bogato dekorowane ozdobami stiukowymi i kilkoma malowidłami. Lunety przez łuki arkad przechodzą do dwóch empor nad nawami bocznymi. 

## Wyposażenie
Pierwotny, zapewne gotycki, skrzydłowy ołtarz i obrazy zostały prawdopodobnie usunięte ze świątyni przez zwolenników ikonoklazmu.
Najcenniejsze pod względem artystycznym wyposażenie obecnej fary św. Piotra to ołtarz główny, późnobarokowa ambona i srebrny posąg św. Sebastiana. Centrum ołtarza głównego zajmuje obraz, przedstawiający śmierć Piotra. Za potencjalnych autorów tego dzieła przyjmowani są uczniowie Rubensa Anton Schoon oraz Pieter de Mol. Po obu stronach ołtarza głównego stoją ponadnaturalnej wielkości figury św. Augustyna i św. Chrodeganga z Metzu. Augustyn i Chrodegang występują tu jako patroni działającej przy kościele kapituły kanoników (niem. Chorherrenstift). Bogaty, rozczłonkowany gzyms ołtarzowy wsparty jest na czterech wolno stojących kolumnach z korynckimi kapitelami. Ołtarz wieńczy rzeźbiarskie przedstawienie oka opatrzności na tle okrągłego okienka w murze prezbiterium. Ambona usytuowana jest na pierwszym południowym (prawym) filarze kościoła. Podobnie jak ołtarz główny, wykonany w tym samym czasie (około 1760 r.), przypisuje się ją rzeźbiarzowi z Dillingen Johannowi Michaelowi Fischerowi. Baldachim wieńczy apostoł Paweł, wsparty na mieczu. Apostołowi Narodów towarzyszą cztery putta, dwa niosą ze sobą w darze kotwicę i kolumnę.
Obecne organy zostały zbudowane w 1988 roku przez Maksymiliana Offnera. Posiadają 30 rejestrów na dwóch manuałach i pedale.